# Lycée viticole de Davayé
Le lycée Lucie Aubrac de Mâcon-Davayé situé à Davayé, a été créé dans les années 1960 ; il fait partie des 4 établissements de Bourgogne où sont enseignés la viticulture et l'œnologie (Formations en viticulture-œnologie).

## Histoire
Le lycée viticole de Davayé est un établissement agricole avec internat qui a été fondé en 1967, sur un domaine de 34 hectares (dont 12 hectares de vignes). Les élèves étaient alors recrutés à partir de la classe de 4e pour préparer le brevet de technicien agricole et le brevet de technicien œnologie-viticulture.
Au sein du lycée fut aussitôt créé un centre de formation professionnelle pour adultes.

## Formations

### Lycée
Plusieurs diplômes sont proposés : 
- Baccalauréat Scientifique, option EAT (écologie, agronomie et territoires)[4] ;
- Baccalauréat professionnel « Vigne et vin » ;
- Baccalauréat sciences et technologies de l'agronomie et du vivant (STAV)
- BTS viticulture et œnologie ;
- BTS technico-commercial ;
- DU « Conduite et gestion des exploitations vitivinicoles ».

### CFPPA
Le Centre de formation professionnelle et de promotion agricole propose différents types de formations, qui se regroupent ainsi avec les formations techniques :
- le BP REA viticulture-œnologie en alternance ;
- le BTS viticulture-œnologie en alternance ;
- la licence professionnelle viticulture raisonnée en partenariat avec la Sup Agro de Montpellier ;
- des formations courtes pour les salariés viticoles ou les exploitants (conduite d’enjambeur, machinisme, taille de la vigne) ;
- l'élevage caprin.

## Bâtiments

### Internat et réfectoire
L'établissement dispose d'un internat de 104 places.
Self service pour le repas.
Foyer des élèves et étudiants et Association des lycéens, étudiants, stagiaires et apprentis (ALESA).

### Domaine Viticole
Parallèlement au lycée agricole, une exploitation viticole nommée « Le domaine de Poncétys », est présente sur le site.
L'exploitation possède trois AOC différentes, pour une surface totale de 14,2 hectares, intégralement situé dans le Vignoble du Mâconnais : 
- Pouilly-Fuissé ;
- Saint-Véran ;
- Mâcon-Davayé.

### La Chèvrerie
Pour la formation d'élevage caprin, le lycée possède une chèvrerie de 200 chèvres, pour une production de 110 000 litres de lait, soit 200 000 fromages chaque année.